# Los jest myśliwym
Los jest myśliwym (ang. Fate is the Hunter) – książka napisana przez amerykańskiego pilota z czasów powstawania pasażerskiego lotnictwa liniowego, Ernesta Ganna. Zawiera szereg luźno powiązanych rozdziałów stanowiących wspomnienia autora obejmujące czas od wielkiego kryzysu, poprzez II wojnę światową, do powojennego okresu przejmowania przez lotnictwo od żeglugi pozakontynentalnych przewozów pasażerskich.
Przewijającym się motywem wspomnień jest rola przypadku, decydującego w lotnictwie o losie ludzi, nieraz wbrew ich najlepszemu przygotowaniu (tytułowy „los”).

## Treść
Narracja książki prowadzona jest w pierwszej osobie. Zaczyna się od relacji autora z incydentu zbliżenia dwu samolotów nad Stanami Zjednoczonymi w latach 30. XX w. Jednym z samolotów był pasażerski liniowiec z załogą, w której autor był jednym z pilotów. Ernest Gann relacjonuje sekwencję czynności załogi jego samolotu przed niespodziewanym zbliżeniem, mogącym się skończyć totalną katastrofą. Pokazuje, że choć każda czynność była rutynowa i racjonalna – spokojnie i prawidłowo wykonywana w odpowiedzi na rutynowe elementy tego konkretnego lotu – tylko przypadkowe zbieżności tych rutynowych elementów uchroniły jego statek od zderzenia. Było bardzo prawdopodobne, że nieznacznie zmieniając przebieg lotu – a również postępując prawidłowo – on i jego kapitan mogli wprowadzić samolot na kurs kolizyjny i doprowadzić do śmierci własnej i pasażerów.
W następnych rozdziałach czytelnik jest świadkiem głęboko profesjonalnego przygotowywania pilotów liniowych do ich zadań. Na kolejnych stronach książki jest opisywany rozwój amerykańskiego lotnictwa komunikacyjnego, rozwój techniki i nawigacji, postęp pozwalający na bezpieczne wykonywanie coraz trudniejszych zadań w lotnictwie cywilnym. Autor interesująco opisuje koleje swojej kariery zawodowej, przy czym stale powraca motyw występowania czynnika losu; relacjonuje wiele potencjalnie tragicznych incydentów, zakończonych szczęśliwie dzięki czynnikom nieznanym, niezauważonym, znajdującym się poza świadomą kontrolą w pełni poprawnie postępujących pilotów.
Jednocześnie z kart książki kolejno znikają żywo i kolorowo opisane w poprzednich rozdziałach postacie – piloci, którzy zostali „upolowani” przez tytułowy „Los”. Niektóre z tych przypadków są dokładnie przedstawiane i analizowane. Ernest Gann pokazuje, jak często owi piloci nic nie mogli wiedzieć, że zmierzają ku zagładzie – nic innego nie mieli powodu robić niż to, co robili; na nic nie mogli się wcześniej przygotować, ani niczemu zapobiec. Opisywane wydarzenia często nie mają charakteru gwałtownych aktów żywiołu, które racjonalnie myślący człowiek stosunkowo łatwo akceptuje jako nieuniknione, poza kontrolą. W niezrozumiały sposób los-myśliwy sprawia, że opisywane przez autora spokojne i racjonalne schematy czasem chronią ludzi przed niebezpieczeństwem, a czasem sprowadzają na nich zgubę. 
Ci, którzy zostali ocaleni przez los, nie potrafią zrozumieć, dlaczego oni przeżyli a ich przyjaciele już nigdy nie wrócą.

## Polskie wydania
Książka została wydana pierwszy raz w Polsce w 1965 roku przez wydawnictwo Iskry. W 2011 r. ukazało się drugie wydanie nakładem Lotniczej Oficyny Wydawniczej „Lowpass”.